# Marco Zamparella
Marco Zamparella (San Miniato, 1 oktober 1987) is een Italiaans voormalige wielrenner die laatstelijk in 2018 actief was bij Sovac-Natura4Ever.

## Carrière
In 2013 werd Zamparella achter Filippo Pozzato en Simone Ponzi derde in de Coppa Agostoni. Datzelfde jaar werd hij onder meer zesde in de Memorial Marco Pantani. Aan het eind van het seizoen vertrok hij bij het Hongaarse Utensilnord Ora24.eu en tekende een contract bij het Colombiaanse Movistar Team América, de opleidingsploeg van Movistar die in 2014 geen UCI-licentie had. Met die ploeg werd hij onder meer tweede in de ploegentijdrit van de Ronde van Colombia.
Voor 2015 tekende Zamparella een contract bij het Oekraïense Amore & Vita-Selle SMP. In zijn eerste seizoen werd hij onder meer vijfde in de tweede etappe van de Ronde van Mexico en achtste in de derde etappe van de Ronde van Fuzhou. Hij moest echter tot januari 2016 wachten op zijn eerste UCI-zege. Nadat hij in eerdere etappes al vierde en zevende was geworden was het in de zesde etappe van de Ronde van Táchira raak: Zamparella kwam respectievelijk twee en vier seconden eerder over de eindstreep dan de Venezolanen Carlos Molina en Robinson Rivas. Twee etappes later zou hij weer winnen, ditmaal door Jackson Rodríguez naar de dichtste ereplaats te verwijzen.
In september 2017 won Zamparella de Memorial Marco Pantani door, na in de vroege vlucht te zitten, mee te rijden met een groep favorieten en vervolgens de sprint te winnen, voor Diego Ulissi en Egan Bernal. In 2018 maakte hij de overstap naar Sovac-Natura4Ever.
Van 2019-2021 was hij ploegleider bij Amore & Vita-Selle SMP en in 2022 werd hij ploegleider bij Team Corratec.

## Overwinningen
2016
6e en 8e etappe Ronde van Táchira
2017
Memorial Marco Pantani

## Ploegen
2013 –  Utensilnord Ora24.eu
2015 –  Amore & Vita-Selle SMP
2016 –  Amore & Vita-Selle SMP
2017 –  Amore & Vita-Selle SMP presented by Fondriest
2018 –  Sovac-Natura4Ever
Bani · Celano · Ficara · Fredjoek · Gavazzi · Halilaj · Hishinuma · Kogoet · Lunardon · Manko · Martins · Movtsjan · Ponomarenko · Rjaposov · Tarkovski · Zamparella
Banushi · Bernardinetti · Celano · Elorza · Ficara · Galarreta · Grembi · Halilaj · Jovtsjev · Martins · Miralles · Mukaj · Sufa · Velia · Zamparella · Zmorka · Covili (stagiair) · Mancini (stagiair)
Belmokhtar · Bille · Bouzidi · Deguide · Deriaux · Évrard · Geuens · Hamza · Karrar · Legley · H. Mansouri · I. Mansouri · Mokhtari · Rebellin · Reguigui · Stenuit · Zamparella